# The Bridge (ゲーム)
『The Bridge』（ザ・ブリッジ）は、アメリカのインディーゲームスタジオThe Quantum Astrophysicists Guildが開発・発売したアクションパズルゲーム。

## 概要
主人公の男性を操作し、白黒の鉛筆画やリトグラフのようなタッチで描かれた奇妙な空間で謎解きを行う。各空間は、現実世界では建築し得ないだまし絵的な構造で、空間を回転させ重力の向きを変える機能を用いながら攻略を進める。公式サイトのプレスキットでは作品内容について「（重力の研究者である）アイザック・ニュートンと（だまし絵画家として知られる）マウリッツ・エッシャーの出会い」と表現している。
本作の開発は、ゲームデザイナーのTy Taylorと美術担当者のMario Castañedaがかつて在籍していたケース・ウェスタン・リザーブ大学でコンピュータサイエンスの修士号を取得する際のプロジェクトとして開始され、卒業後も引き続き開発が行われた。

## システム
主人公は基本的に左右方向の移動のみが可能でジャンプなどのアクションはできないが、空間を回転させる前述の機能や主人公以外の物体の重力方向を変える仕掛けなどステージ内ギミックを活用し、主人公が扉に到達すればステージクリアとなる。扉が施錠されている場合は鍵を入手する必要がある。一方で、主人公が敵に触れる、主人公が空間の外に落下する、クリアに必要なギミックがなくなってしまった、といった場合にはミスとなる。ゲーム内では、一定範囲内で任意の地点まで時間を戻す機能もある。
ステージ数は、通常の24種類に加え、通常ステージを左右反転し新たなギミックが追加された高難度のステージ24種類の合計48ステージがある。

## 受賞・ノミネート
- Dream Build Play（英語版） 2011 「Innovation」受賞[22]
- Indie Game Challenge（英語版） 2012 「Achievement in Art Direction」「Achievement in Gameplay」受賞[23]
- Independent Propeller Awards 2012 「Best Art」受賞[24][25]
- The Escapist（英語版） Awards - Game of the Year 2013 「Best Platformer」受賞[26]
- Unity Awards 2014 「Best 2D visuals」受賞、「Best Gameplay」ノミネート[27]